# Ödlegölen (Malexanders socken, Östergötland)
Ödlegölen är en sjö i Boxholms kommun i Östergötland och ingår i Motala ströms huvudavrinningsområde.